# Les Pages de notre amour
Les Pages de notre amour (titre original : The Notebook) est le premier roman d'amour de l'auteur américain Nicholas Sparks Publié en 1996, ce roman explore le thème de la romance après une rupture. Il a été adapté au cinéma en 2004 sous le titre français N'oublie jamais (au Québec, le film a conservé le titre de la traduction française du livre, Les Pages de notre amour).

## Résumé
Allie et Noah se sont connus à 14 ans. Ils ont été heureux jusqu’à ce qu’Allie tombe malade du syndrome naissant de la maladie d'Alzheimer. Alors, Noah décide lui raconter leur histoire, encore et encore, inlassablement. Leur rencontre dans les années 1930, leur séparation pendant la Seconde Guerre mondiale, et leurs retrouvailles malgré les caprices du destin.